# كليفورد دوبونت
كليفورد دوبونت (بالإنجليزية: Clifford Dupont) هو سياسي بريطاني، ولد في 6 ديسمبر 1905 في لندن في المملكة المتحدة، وتوفي في 28 يونيو 1978 في هراري في زيمبابوي. حزبياً، نشط في Rhodesian Front ‏. وقد انتخب رئيس روديسيا ‏ (2 مارس 1970 – 31 ديسمبر 1975).